# 道圓法親王
道圓法親王（1332年9月11日—1385年2月10日），俗名久尊，是日本南北朝時代的法親王，生父母是後光嚴天皇及伯耆局藤原氏，後圓融天皇的異母弟。

## 履歷
道圓法親王師承青蓮院尊道法親王，受親王宣下後出家，法號道圓。他在永德元年（1381年）六月至至德元年（1384年）七月擔任天台座主，到次年（至德二年、1385年）三月去世，院號後大乘院。